# Speratura
La speratura è un'operazione che consiste nell'osservazione di un uovo controluce, mediante una lampada sperauovo o un tavolo di speratura.
Viene effettuata in incubatoio per verificare che le uova da cova siano fertili e con embrione vitale, al sesto o settimo giorno di incubazione e prima del trasferimento in camera di schiusa.
Viene effettuata anche in allevamento o al confezionamento delle uova da consumo per verificare l'integrità del guscio e l'altezza della camera d'aria.